# Pyrearinus depressicollis
Pyrearinus depressicollis is een keversoort uit de familie kniptorren (Elateridae). De wetenschappelijke naam van de soort is voor het eerst geldig gepubliceerd in 1843 door Blanchard.